# 圣保罗-迪奇维塔泰
圣保罗-迪奇维塔泰（義大利語：San Paolo di Civitate），是意大利福贾省的一个市镇。总面积90.7平方公里，人口6045人，人口密度66.6人/平方公里（2009年）。ISTAT代码为071050。